# Sint-Pieterskerk (Ieper)

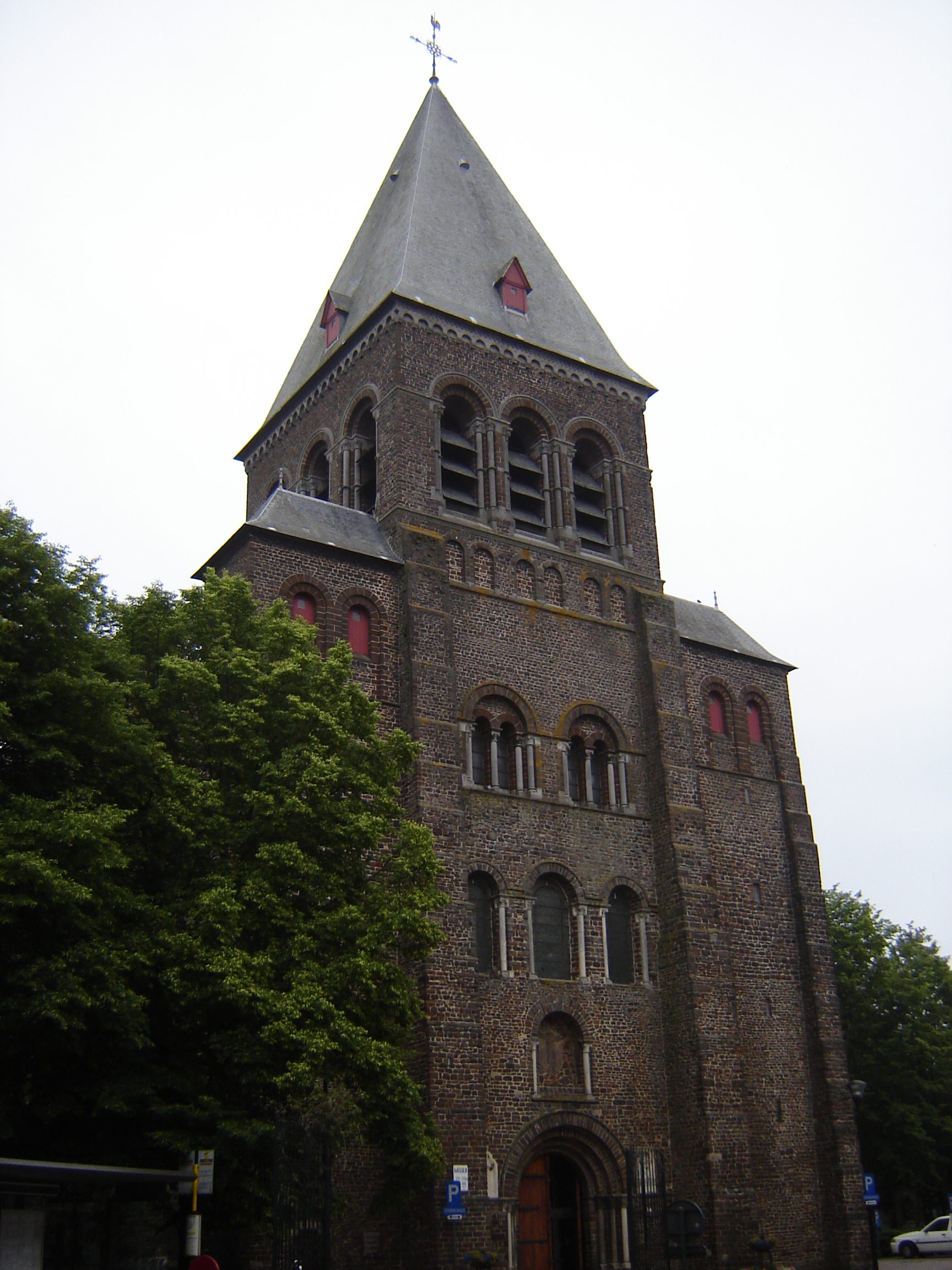
Toren Sint-Pieterskerk

De gotisch-romaanse Sint-Pieterskerk is een kerk in de Belgische stad Ieper. Ze bevindt zich in de Rijselstraat nabij de school Immaculata. Naast de kerk is er een klein tuintje opengesteld voor het publiek. Daar staan smalle hoge muren met afbeeldingen van het christendom.

## Geschiedenis
Op de plaats waar de Vlaamse graaf Robrecht de Fries in 1073 een bedehuis zou gesticht hebben, werd in de 12e-13e eeuw een romaanse kerk gebouwd, toegewijd aan Sint Pieter. Op het einde van de 15e en de eerste helft van de 16e eeuw werd ze verbouwd tot een gotische hallenkerk. Wanneer de toren in 1638 was afgebrand, kreeg ze een nieuwe toren in 1868. Tijdens de Eerste Wereldoorlog werd de kerk net zoals de stad zelf volledig vernietigd. Enkel de gewelven van de kerk bleven hierbij gespaard.

## Wederopbouw
Architect Coomans heeft bij de wederopbouw na de Eerste Wereldoorlog de gespaard gebleven muurdelen geïntegreerd in de nieuwe kerk en de gotische bovenbouw van de toren vervangen door een romaanse toren.